# Mondes privés
Pour plus de détails, voir Fiche technique et Distribution.
Mondes privés (Private Worlds) est un film américain en noir et blanc réalisé par Gregory La Cava, sorti en 1935.

## Synopsis
Le docteur Jane Everett de la clinique psychiatrique de Brentwood a trouvé des méthodes thérapeutiques qui permettent de soigner plus de malades, mais un jour, un nouveau chef de service misogyne est nommé.

## Fiche technique
- Titre français : Mondes privés
- Titre original : Private Worlds
- Réalisation : Gregory La Cava
- Scénario : Gregory La Cava et Lynn Starling (en), d'après le roman Private Worlds (Bottome novel) (en) de Phyllis Bottome (1934)
- Musique : Heinz Roemheld
- Photographie : Leon Shamroy
- Montage : Aubrey Scotto
- Production : Walter Wanger
- Société de production : Paramount Pictures et Walter Wanger Productions Inc.
- Société de distribution : Paramount Pictures
- Pays de production :  États-Unis
- Langue originale : anglais américain
- Format : noir et blanc — 35 mm — 1,37:1 — son : mono (Western Electric Noiseless Recording Sound System)
- Genre : drame psychologique
- Durée : 84 minutes
- Dates de sortie :
  - États-Unis : 19 avril 1935
  - France : 24 mai 1935

## Distribution
- Claudette Colbert : docteur Jane Everest
- Charles Boyer : docteur Charles Monet
- Joan Bennett : Sally MacGregor
- Helen Vinson : Claire Monet
- Joel McCrea : docteur Alex MacGregor
- Jean Rouverol : Carrie Flint
- Esther Dale : Matron
- Guinn Williams : Jerry
- Dora Clement : Bertha Hirst
- Sam Godfrey : Tom Hirst
- Samuel S. Hinds : docteur Arnold
- Theodore von Eltz : docteur Harding
- Stanley Andrews : docteur Barnes